# Illusion (serie)
La serie Illusion, conocido en Japón como I Love Mickey Mouse, es una serie de videojuegos de plataformas con licencia de Disney y desarrollados/publicados por Sega en exclusiva para la consola Master System, Mega Drive y Game Gear. La serie sigue las aventuras del personaje Mickey Mouse (a veces con Donald Duck) por distintos mundos de fantasía. Esta serie incluye Castle of Illusion, y sus secuelas Land of Illusion, World of Illusion y Legend of Illusion. Los dos primeros juegos como Lucky Dime Caper, QuackShot y el último Deep Duck Trouble fueron publicados para Master System y Game Gear, y el primer juego y el tercero fueron lanzados para Mega Drive, el Recopilatiorio fue parte de Sega Ages para Sega Saturn, y el Remake del mismo nombre fue lanzado para Xbox Live, PlayStation Network, PC, iOS y Andorid.

## Juegos

### Serie principal
- Castle of Illusion Starring Mickey Mouse: El primer juego de la serie, fue lanzada para Mega Drive en 1990 titulado I Love Mickey Mouse: Great Mysterious Castle Adventure (アイラブミッキーマウス ふしぎのお城大冒険 Ai Rabu Mikkī Mausu: Fushigi no Shiro Daibōken?) Yo amo a Mickey Mouse: La Gran Aventura del Castillo Misterioso, seguida por la versión de Master System y Game Gear en 1991 titulado I Love Mickey Mouse's Castle Illusion (アイラブミッキーマウスのキャッスル・イリユージヨン Ai Rabu Mikkī Mausu no Kyassuru Irūjon?) Yo amo a Mickey Mouse: Castillo de Ilusion. Cuando Minnie Mouse es secuestrada por la malvada bruja llamada Mizrabel, Mickey debe viajar hasta el Castillo de la Ilusión y visitar varios mundos extraños para recuperar siete gemas mágicas y rescatar a Minnie. Las versiones características de 8 bits significativamente diferentes elementos de la versión de Mega Drive.

- Land of Illusion Starring Mickey Mouse: El segundo juego de la serie, fue lanzada para Master System en 1992 y Game Gear en 1993, fue titulado en Japón como Mickey Mouse's Magical Crystal (ミッキーマウスの魔法のクリスタル Mikkī Mausu no Mahō no Kurisutaru?) El Cristal Mágico de Mickey Mouse. Despertó en un extraño pueblo de cuentos de hadas, Mickey se envía en una búsqueda para recuperar un cristal mágico que fue robado de la aldea, haciendo que caiga en la tristeza.

- World of Illusion Starring Mickey Mouse and Donald Duck: El tercer juego de la serie, fue lanzada para Sega Genesis en 1992 titulado en Japón como I Love Mickey & Donald - The Mysterious Magic Box (World of Illusion - アイラブ ミッキー＆ドナルド - ふしぎなマジックボックス World of Illusion - Ai Rabu Mikki ando Donarudo - Fushigi na Majikku Bokkusu?) Yo amo a Mickey y Donald: La Caja Mágica Misteriosa. Como Mickey y Donald se preparan para un acto de magia, se topan con una misteriosa caja que los atrapa en un mundo místico de la ilusión. Para escapar, Mickey y Donald deben trabajar juntos para aprender nuevos trucos de magia y derrotar al malvado mago quien los envió allí. El juego cuenta con juego cooperativo, que permite a dos jugadores trabajan juntos como Mickey y Donald para avanzar en el nivel.

- Legend of Illusion Starring Mickey Mouse: El cuarto y último juego de la serie, fue lanzada para Game Gear en 1995, titulado en Japón como The Mickey Mouse's Legendary Kingdom (ミッキーマウス 伝説の王国 Mickey Mouse Densetsu no Oukokuu?) El Reino Mágico de Mickey Mouse y fue lanzada en Master System en Brasil en diciembre de 1998.[1][2][3][4] Mickey es un portero que debe salvar su reino, ya que el rey temeroso Pete dejó la corona para el ratón, ya que solo un rey puede salvarlos de las nubes que traen dolor.

- Sega Ages: I Love Mickey Mouse: Un recopilatorio de Castle of Illusion y QuackShot que fue lanzado exclusivamente en Japón titulado Sega Ages: I Love Mickey Mouse and Donald Duck (アイラブ　ミッキーマウス　ふしぎのお城　大冒険　／　アイラブ　ドナルドダック　グルジア王の秘宝 Sega Ages I Love Mickey Mouse: Fushigi no Oshiro Daibouken I Love Donald Duck: Guruzia Ou no Hihou?) Sega Ages: Yo amo a Mickey Mouse: La Gran Aventura del Castillo Misterioso, Yo amo a Pato Donald: Los Tesoros del Rey Georgia para la Sega Saturn en octubre de 1998.[5]

- Castle of Illusion Starring Mickey Mouse (videojuego de 2013): El Remake del Juego fue desarrollada para Sega Studios Australia por PlayStation Network, Xbox Live Arcade y PC. El juego vuelve a visitar el mundo y la jugabilidad del título de original Mega Drive, mientras que ofrece alta definición de gráficos en 3D y sonido remasterizado. El juego fue lanzado en septiembre de 2013.[6]

- Disney Illusion Island: El juego de plataformas cooperativa fue lanzado exclusiva para Nintendo Switch en 28 de julio de 2023.

### Juegos Relacionados
- Quackshot: Lanzada para Sega MegaDrive en 1991, conocido en Japón como I Love Donald Duck: Guruzia Ou no Hihou (アイラブ　ドナルドダック　グルジア王の秘宝?  Yo amo a Pato Donald: Los Tesoros del Rey Georgia). El juego ve jugadores que juegan como el Pato Donald en su búsqueda de un misterioso tesoro, mientras que evadir las garras de Pete.

- Lucky Dime Caper: Lanzada para Sega Master System en Europa y Game Gear en 1991 como en Japón titulado Donald Duck's Lucky Dime (アイラブ　ドナルドダック　グルジア王の秘宝 Donarudo Dakku no Rakkī Daimu?) La moneda de la suerte del Pato Donald. Donald va en una búsqueda para recuperar del Tío Gilito Lucky Dime, que fue robada por una bruja malvada llamada Magica De Spell.

- Deep Duck Trouble: Lanzada para Sega Master System en Europa y para Game Gear en 1993 en Japón titulado Donald Duck's Four Treasures (ドナルドダックの4つの秘宝 Donarudo Dakku no Yotsu no Hihō?) Los cuatro tesoros del pato Donald. Cuando Scrooge se coloca bajo una maldición y se infla como un globo, Donald va en una búsqueda para recuperar un tesoro que puede deshacer la maldición.

- Epic Mickey: Mundo Misterioso: Lanzada para Nintendo 3DS en 2012 en América y Europa titulado Epic Mickey: Power of Illusion, También en 2013 en Japón titulado Mickey's Marvelous Adventure (ディズニー エピックミッキー ミッキーのふしぎな冒険 Dizunī epikkumikkī mikkī no fushigina bōken?) Epic Mickey de Disney: La Aventura Extraña de Mickey. Si bien no es parte de la serie de juegos de Sega, Power of Illusion es más bien un homenaje a Castle of Illusion (con elementos de la historia similares de dicho juego de volver en el juego) está siendo desarrollado por DreamRift para el Nintendo 3DS como seguimiento de Epic Mickey de 2010. El juego cuenta con la animación de sprites clásico que recuerda a los juegos de Mega Drive mientras incluyendo características más recientes, como la pintura y el diluyente. El juego fue lanzado en noviembre de 2012.[7]